# ولايت حسين البيربومي
شمس العلماء مولانا السيّد ولايت حسين بن مصباح الدين بن مير محمد قابل بن علاء الدين البيربومي ( البنغالية: বেলায়েত হোসেন বীরভূমী؛ 1887-1984) كان عالمًا إسلاميًا ومؤلفًا وأكاديميًا من بنغلاديش. عمل أستاذاً في المدارس الدينية في داكا وجاتجام وكلكتا.

## وقت مبكر من الحياة
وُلِد ولايت حسين في عام 1887 لعائلة بنغالية في قرية ساوجام في منطقة بيربوم ، رئاسة البنغال (الآن في البنغال الغربية ). كان جده الأكبر سيد علاء الدين قاضيًا في عهد سلالة زميندار المحلية في بيربوم، بينما عمل جده مير محمد قابل مدرسًا خاصًا للسلالة. سجله والده السيد مصباح الدين البيربومي في مدرسة إشاعة العلوم في منغلكوت، حيث درس ولايت حسين على يد أمثال مولانا محمد المنغلكوتي.. بدأ ولايت حسين دراساته الإسلامية محليًا في بيربوم، ودرس على يد أمثال مولانا محمد بن ظل الرحيم المنغلكوتي. وفي عام 1905، انتقل إلى داكا لمواصلة دراسته، بل ودرس بشكل خاص لبعض الوقت مع مولانا محمد فضل كريم البردواني، مدير مدرسة المحسنية السابق. التحق بمدرسة المحسنية داكا في عام 1907، وتخرج من جماعة الأولى في عام 1909. بعد ذلك، انضم البيربومي إلى المدرسة العالية في ولاية رامبور في الهند. تتلمذ على يد أمثال مولانا محمد طيب عرب المكي، مولانا عبد العزيز، مولانا محمد أمين. درس المعقولات مع مولانا فضل الحق الرامفوري وأكمل صحاحه مع مولانا منور علي. تخرج من هذه المؤسسة في عام 1913.

## حياة مهنية
بدأ البيربومي حياته المهنية في عام 1913 كمدرس في مدرسة المحسنية في داكا. انتقل إلى مدرسة المحسنية بجاتجام في عام 1922، ثم عاد لفترة وجيزة إلى داكا مرة أخرى. بعد أربع سنوات، انتقل البيربومي إلى كلكتا وأصبح أستاذًا في المدرسة العالية بكلكتا ، وفي نهاية المطاف أصبح رئيسها في عام 1942. ومن بين طلابه البارزين مولانا رمضان علي بن محمد خدا بخش الداكوي ومولانا عبد الرحيم بن يعقوب المرشد آبادي والمفتي عميم الإحسان البركتي. في عام 1943، منحته الحكومة البريطانية لقب شمس العلماء لمساهماته في مجال التعليم. ظل البيربومي يعمل في كلكتا حتى 16 يونيو 1947، عندما تقاعد في النهاية. بعد تقسيم البنغال ، انتقل إلى داكا. خدم البيربومي كمولانا في قسم الدراسات الإسلامية بجامعة داكا لمدة سبع سنوات بعد تقاعده. في فبراير 1964، اختير البيربومي عضوًا في المجلس الاستشاري الإسلامي لباكستان. وشغل هذا المنصب لفترتين حتى عام 1969.

## أعمال
كتب البيربومي عدة أعمال باللغة العربية . ومن أبرز أعماله كتاب البطاقة ، وهو ديوان شعر في مدح النبي محمد صلى الله عليه وسلم . يتم دراسة هذا العمل في مرحلة الدراسات العليا بقسم الدراسات العربية والإسلامية بجامعة داكا.

## موت
توفي البيربومي في داكا في 9 ديسمبر 1984، تاركًا وراءه ابنًا وابنة. دُفن في مقبرة حاجي باري بجوار مسجد ماليباغ في بنغسال.